# العلاقات الصينية البليزية
العلاقات الصينية البليزية هي العلاقات الثنائية التي تجمع بين الصين وبليز.

## مقارنة بين البلدين
هذه مقارنة عامة ومرجعية للدولتين:
| وجه المقارنة                                              | الصين                    | بليز         |
| --------------------------------------------------------- | ------------------------ | ------------ |
| المساحة (كم2)                                             | 9.60 مليون               | 22.97 ألف    |
| عدد السكان (نسمة)                                         | 1.33 مليار               | 374.68 ألف   |
| الكثافة السكانية (ن./كم²)                                 | 138.54                   | 16.31        |
| العاصمة                                                   | بكين                     | بلموبان      |
| اللغة الرسمية                                             | اللغة الصينية القياسية   | لغة إنجليزية |
| العملة                                                    | رنمينبي                  | دولار بليزي  |
| الناتج المحلي الإجمالي (بليون دولار)                      | 12.24 تريليون            | 1.84 مليار   |
| الناتج المحلي الإجمالي (تعادل القوة الشرائية) بليون دولار | 19.82 تريليون            | 3.05 مليار   |
| الناتج المحلي الإجمالي الاسمي للفرد دولار أمريكي          | 8.03 ألف                 | 4.88 ألف     |
| الناتج المحلي الإجمالي للفرد دولار أمريكي                 | 13.21 ألف                | 8.42 ألف     |
| مؤشر التنمية البشرية                                      | 0.728                    | 0.715        |
| رمز المكالمات الدولي                                      | +86                      | +501         |
| رمز الإنترنت                                              | .cn، .中国 ‏، .中國 ‏      | .bz          |
| المنطقة الزمنية                                           | توقيت الصين، ت ع م+08:00 | 00           |

## منظمات دولية مشتركة
يشترك البلدان في عضوية مجموعة من المنظمات الدولية، منها:
| علم المنظمة | اسم المنظمة                        | تاريخ انضمام الصين | تاريخ انضمام بليز |
| ----------- | ---------------------------------- | ------------------ | ----------------- |
|             | وكالة ضمان الاستثمار متعدد الأطراف | 30 أبريل 1988      | 29 يونيو 1992     |
|             | منظمة الشرطة الجنائية الدولية      | ?                  | ?                 |
|             | منظمة حظر الأسلحة الكيميائية       | ?                  | ?                 |
|             | بنك التنمية الكاريبي ‏              | ?                  | ?                 |
|             | منظمة التجارة العالمية             | 11 ديسمبر 2001     | ?                 |
|             | الفريق المعني برصد الأرض           | ?                  | ?                 |
|             | الأمم المتحدة                      | 25 أكتوبر 1971     | 25 سبتمبر 1981    |
|             | مؤسسة التمويل الدولية              | 15 يناير 1969      | 19 مارس 1982      |
|             | يونسكو                             | 4 نوفمبر 1946      | 10 مايو 1982      |
|             | مؤسسة التنمية الدولية              | 24 سبتمبر 1960     | 19 مارس 1982      |
|             | البنك الدولي للإنشاء والتعمير      | 27 ديسمبر 1945     | 19 مارس 1982      |
|             | الاتحاد البريدي العالمي            | ?                  | ?                 |
|             | الاتحاد الدولي للاتصالات           | 1 سبتمبر 1920      | 16 ديسمبر 1981    |

## وصلات خارجية
- موقع وزارة الخارجية الصينية
- موقع وزارة الخارجية البليزية